# Artillerie-Divisionen der Wehrmacht
Ende 1943 und Anfang 1944 wurden Artillerie-Divisionen in der Wehrmacht aufgestellt, um Schwerpunkte bei der Artillerie-Waffe zu schaffen.
Dafür erging Anfang November 1944 der Befehl zur Aufstellung dreier Artillerie-Divisionen z.b.V. im Bereich der Heeresgruppe Süd. Generalfeldmarschall Erich von Manstein hatte als Oberbefehlshaber der Heeresgruppe Süd gefallen an der Idee der Artillerie-Divisionen gefunden. In der Folge wurden die Artillerie-Divisionen 310, 311 und 312 gebildet. Während ihres Bestehens wurden Teile der Divisionen als klassische Infanterie eingesetzt.
Nach der Entlassung von Mansteins als Oberbefehlshaber wurden die Divisionen teilweise wieder umgebaut.

## 18. Artillerie-Division
siehe hier

## Artillerie-Division z.b.V. 309
Mitte Januar 1942 war durch die Umgliederung des Artillerie-Kommandeurs 31 (Arko), Braunschweig im Wehrkreis XI, der Höhere Artillerie-Kommandeur 309 (HArko) gebildet worden und wurde der 16. Armee im nördlichen Teil der Ostfront zugewiesen. Ende 1943 folgte der Antransport der Einheit nach Paris.
Anfang 1944 wurde bei Paris dieser in die Artillerie-Division z.b.V. 309 überführt und für den Oberbefehlshaber West vorgesehen.
Die geplante Gliederung war:
- Artillerie-Regiments-Stab 761 mit Abteilung 985, 460, 1151 und Batterie 659
- Artillerie-Regiments-Stab 621 mit Abteilung 456, 457 und Batterie 660
- Werfer-Regiment 101 mit drei Abteilungen
- leichte Beobachtungs-Abteilung 33

1945 kam die Division zur 5. Panzerarmee und kämpfte in den Ardennen und später am Rhein, wo die Division im Ruhrkessel zerstört wurde.
Kommandeure waren der 
- Generalmajor/Generalleutnant Karl Prager: seit Oktober 1939 Arko 31, HArko 309 bis April 1943
- Generalmajor Paul Riedel: bis Mitte Januar 1944
- Generalmajor Gerhard Gassmann: bis Mitte November 1944
- Generalleutnant Richard Metz: bis Anfang April 1945
- Generalleutnant Karl Burdach: bis zur Auflösung

## Artillerie-Division 310
Anfang Februar 1942 war durch die Umgliederung des Artillerie-Kommandeurs 44 (ArKo), Wien, der Höhere Artillerie-Kommandeur 310 gebildet worden. Im Januar 1943 wurde dieser in Stalingrad vernichtet und im Sommer des gleichen Jahres bei der 8. Armee an der Ostfront erneut aufgestellt.
Ende November 1943 wurde daraus die Artillerie-Division 310 bei der Heeresgruppe Süd mit der Nachrichten-Abteilung 310 aufgestellt. Die Unterstellung erfolgte unter die 8. Armee. Im August 1944 wurde die Division in der Südukraine vernichtet.
Die Reste der Division wurden zur XII. SS-Armeekorps nach Schlesien geschickt. Der Stab wurde wieder der Höhere Artillerie-Kommandeur 310 und kämpfte anschließend bis Kriegsende an der Ostfront.
Kommandeure waren der
- Oberst/Generalmajor Walther Lucht: seit Februar 1940 ArKo 44, HArko 310 bis Februar 1942
- Generalmajor Heinz Korte: von März 1942 bis Ende September 1942
- Generalmajor Ernst Philipp: von Ende September 1942 bis Anfang 1943
- Oberst/Generalmajor Werner Haack: von Ende April 1943 bis Mitte Juli 1944
- Generalleutnant Erich Schopper: von Mitte Juli 1944 bis zur Auflösung

## Artillerie-Division 311
Im Februar 1942 war durch die Umgliederung des Artillerie-Kommandeurs 106, welcher seit Oktober 1939 bestand, der Höhere Artillerie-Kommandeur 311 gebildet worden.
Ende November 1943 wurde die Artillerie-Division 311 bei der Heeresgruppe Süd mit der Nachrichten-Abteilung 311 aus dem Höhere Artillerie-Kommandeur 311 aufgestellt und der 1. Panzerarmee unterstellt. Zum 20. Juli 1944 sollte die Division, genauso wie die Artillerie-Division 312, aufgelöst werden und war für die Bildung der SS-Armeekorps in Schlesien vorgesehen.
Die Division blieb aber erhalten und wurde wieder in den Höhere Artillerie-Kommandeur 311 nun bei der Heeresgruppe Nordukraine umbenannt. Die Einheit kämpfte anschließend bis Kriegsende an der Ostfront.
Kommandeure waren der
- Generalmajor/Generalleutnant Gerhard Steinbauer: seit September 1939 ArKo 106, HArko 311 bis September 1943
- Generalmajor Gerhard Grassmann: von September 1943 bis November 1943, später auch Kommandeur der Artillerie-Division z.b.V. 309
- Generalleutnant Josef Pinner: von Dezember 1943 bis Ende Juli 1943
- Generalleutnant Karl Burdach: von Ende Juli bis Anfang September 1944, später auch Kommandeur der Artillerie-Division z.b.V. 309
- Generalleutnant Josef Pinner: von November 1943 bis zur Auflösung

## Artillerie-Division 312
Im Februar 1942 war durch die Umgliederung aus dem Stab des Artillerie-Regiments z.b.V. 801 der Höhere Artillerie-Kommandeur 312 gebildet worden.
Ende November 1943 wurde die Artillerie-Division 312 bei der Heeresgruppe Süd mit der Nachrichten-Abteilung 312 aufgestellt und der 4. Panzerarmee unterstellt. Zum 20. Juli 1944 sollte die Division, genauso wie die Artillerie-Division 311, aufgelöst werden und war für die Bildung der SS-Armeekorps in Schlesien vorgesehen.
Die Division blieb aber erhalten und wurde wieder in den Höhere Artillerie-Kommandeur 312 nun bei der Heeresgruppe Nordukraine umbenannt. Die Einheit kämpfte anschließend bis Kriegsende an der Ostfront.
Kommandeure waren der
- Generalmajor Dr.-Ing. Kurt Rüdiger: von Februar 1942 bis Mitte Juli 1943
- Generalmajor Wilhelm Raithel: von August 1943 bis April 1944
- Generalmajor Johannes Krause: April/Mai 1944
- Generalleutnant Rudolf Friedrich: von Mai 1944 bis zur Auflösung